# Supermercados Cossto
Cossto fue la mayor cadena de Supermercados en la ciudad de Piura, Perú. La tienda comenzó a funcionar a mediados de 1991, en un local ubicado en el Óvalo Grau, un céntrico lugar de la ciudad. Es en el 2002, que el supermercado decide buscar un local más grande para poder atender la creciente demanda que se había comenzado a suscitar en Piura debido al despegue económico del país, de esa manera, es que se mudan a un nuevo local, ubicado en la Avenida Sánchez Cerro.
Debido al crecimiento de la tienda, ésta decidió mirar nuevos mercados, y es así como el año 2005 abren un nuevo local en Sullana, actualmente este local ha sido ampliado 180 m² adicionales y cuenta con 45 trabajadores.
En el 2006 el Supermercado inauguró su tercer local, ubicado en la Urbanización Santa Isabel, en una excelente zona residencial con mucho potencial comercial.
Actualmente se encuentran dándoles los últimos arreglos a lo que será su cuarto local, ubicado en la Urbanización Miraflores, en el distrito de Castilla.

## Locales
- Cossto Centro (1991)
- Cossto Sullana (2005)
- Cossto Santa Isabel (2006)
- Cossto Miraflores (2007)

- Datos: Q6135974